# سو دي بير
سو دي بير (بالإنجليزية: Sue de Beer)‏ هي نحّاتة ومصورة أمريكية، ولدت في 8 سبتمبر 1973 في تاريتاون في الولايات المتحدة.